# Грос-Кизов
Грос-Кизов (нем. Groß Kiesow) — община в Германии, в земле Мекленбург-Передняя Померания.

## Географическое положение
Грос-Кизов находится приблизительно в 15 километрах юго-западнее Грайфсвальда и в 8 километрах севернее Цюссова.

## Административное деление
Посёлок входит в состав района Восточная Передняя Померания. В настоящее время подчинён управлению Амт Цюссов (нем. Amt Züssow), с штаб-квартирой в Цюссове.
Идентификационный код субъекта самоуправления — 13 0 59 025.
Площадь, занимаемая административным образованием Грос Кизов, составляет 47,65 км² и таким образом является крупнейшей в регионе.
В настоящее время община подразделяется на 11 сельских округов.
- Дамбек (нем. Dambeck)
- Грос Кизов (нем. Groß Kiesow)
- Грос Кизов-Майерай (нем. Groß Kiesow-Meierei)
- Кессин (нем. Kessin)
- Кляйн Кизов (нем. Klein Kiesow)
- Кляйн Кизов-Колони́ (нем. Klein Kiesow-Kolonie)
- Кребсов (нем. Krebsow)
- Занц (нем. Sanz)
- Шлагтов (нем. Schlagtow)
- Шлагтов-Майерай (нем. Schlagtow-Meierei)
- Штреллин (нем. Strellin)

## Население
По состоянию на 31 декабря 2006 года, население посёлка Грос Кизов составляет 1448 человек. 
Средняя плотность населения таким образом равна: 30 человек на км².
В пределах сельских округов жители распределены следующим образом.
| Грос Кизов Занц Кляйн Кизов и Кляйн Кизов-Колони Шлагтов Дамбек Кребсов Кессин Штреллин Шлагтов-Майерай Грос Кизов-Майерай | 461 человек 211 человек 155 человек 145 человек 143 человека 133 человека 102 человека 40 человек 40 человек 18 человек |

## Транспорт
Северо-восточнее посёлка проходит федеральная дорога 109 (нем. Bundesstraße 109 (B 109)), а южнее федеральная дорога 111 (нем. Bundesstraße 111 (B 111)).
Примерно в 17 километрах от Грос Кизова (невдалеке от посёлка Гюцков) доступен выезд на автобан 20 (нем. Bundesautobahn 20 (A 20)).
Грос Кизов расположен на участке железной дороги Берлин — Штральзунд.

## Достопримечательности
- Церковь из обожженого кирпича и булыжника в готическом стиле (XIII век)